# لورانس بولسون
لورانس بولسون (بالإنجليزية: Lawrence Paulson)‏ هو مهندس وعالم حاسوب أمريكي، ولد في 1955.